# Anomala papuensis
Anomala papuensis är en skalbaggsart som beskrevs av Carsten Zorn 2006. Anomala papuensis ingår i släktet Anomala och familjen Rutelidae. Inga underarter finns listade i Catalogue of Life.